# NS série 2400
Les NS 2400 constituent une série de locomotives à moteur Diesel des NS (chemins de fer hollandais).
Cent-trente locomotives d'un modèle également fourni par Alsthom à d'autres réseaux sont livrées aux NS entre 1954 et 1957 pour contribuer au remplacement des locomotives à vapeur. D'abord utilisées en tête des rames de voitures voyageurs, elles sont ensuite dédiées à la traction des trains de fret. Les dernières d'entre elles roulent aux Pays-Bas en 1991 mais une cinquantaine d'unités, rachetées par la SNCF, connaissent une « seconde vie » en tête de trains de travaux sur les rails français jusqu'en 2007 sous l'appellation BB 62400.

## Origine
Au début des années 1950, les NS envisagent le remplacement des locomotives à vapeur par des locomotives Diesel. 280 unités sont commandées en deux séries, l'une auprès de divers constructeurs (NS série 2200) à raison de 150 exemplaires, l'autre auprès d'Alsthom : c'est la série NS 2400 qui compte 130 locomotives. Cette machine n'est d'ailleurs pas étudiée spécifiquement pour le marché néerlandais : Alsthom, qui la destine à l'export, en a livré à d'autres réseaux dont ceux de colonies françaises, ainsi qu'à des opérateurs privés comme les Houillères du bassin de Lorraine.

## Caractéristiques
Alsthom construit l'ensemble de la locomotive selon l'architecture du road switcher avec deux capots renfermant le moteur et les différents appareillages, séparés par une cabine de conduite unique de même hauteur que les capots.

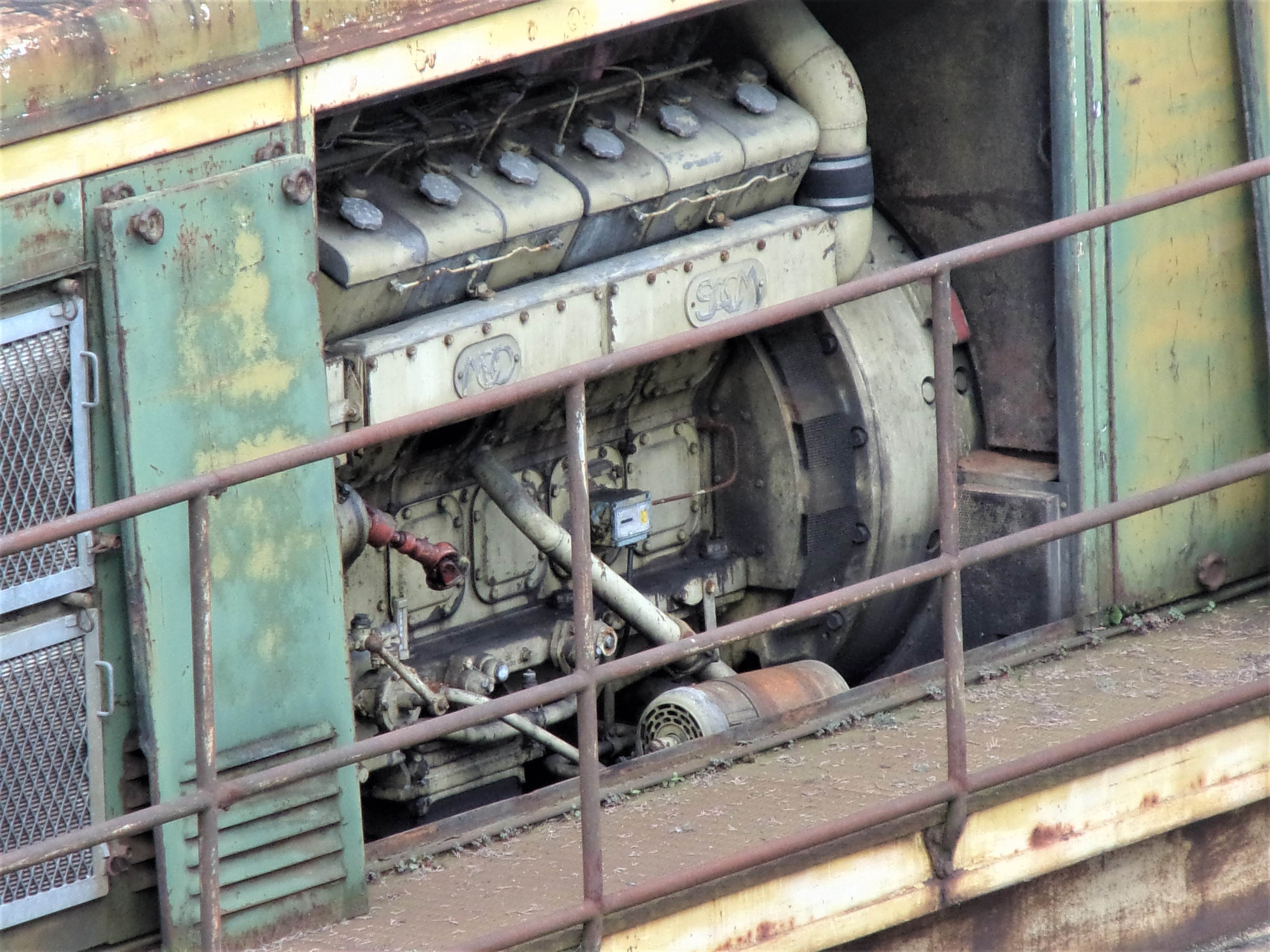
Moteur MGO V12 SHR sur une BB 63500.

Le moteur, fourni par la SACM, est le MGO V12 SHR  avec turbocompresseur et intercooler qui, en France, équipe entre autres les CC 65000 et une partie des BB 63500. D'une puissance de 625 kW (850 ch), il entraîne une génératrice qui alimente en courant continu à la tension de 1,5 kV les quatre moteurs de traction, un pour chaque essieu. Les locomotives, d'une masse totale de 60 t, sont limitées à 80 km/h. Elles peuvent être engagées en unités multiples de deux locomotives, nombre porté à trois puis à quatre. Certaines locomotives sont pourvues d'un troisième phare frontal pour pouvoir circuler sur les lignes frontalières de l'Allemagne, où cet équipement est obligatoire.
Les vingt-et-une premières locomotives de la série sont peintes en bleu clair lors de leur réception, les suivantes en rouge-brun. À partir de 1971, la plupart d'entre elles sont repeintes aux nouvelles couleurs institutionnelles des NS, grises avec la cabine et les faces frontales jaunes.
L'architecture de la locomotive ne donne pas au conducteur une bonne visibilité sur la voie. À titre expérimental, le dernier exemplaire livré, NS 2530, est modifié : les capots moteurs sont plus bas, la cabine plus grande et plus haute. La locomotive reçoit une livrée spéciale de couleur lilas, ce qui lui donne son surnom de « Bisschop » (évêque). Le conducteur dispose effectivement d'une bien meilleure visibilité et la locomotive est, pour cette raison, souvent mise en tête de trains de travaux, notamment le « train désherbeur ». Un timbre postal en argent, émis par PostNL en 2022, représente cette locomotive.

Livrées des NS 2400
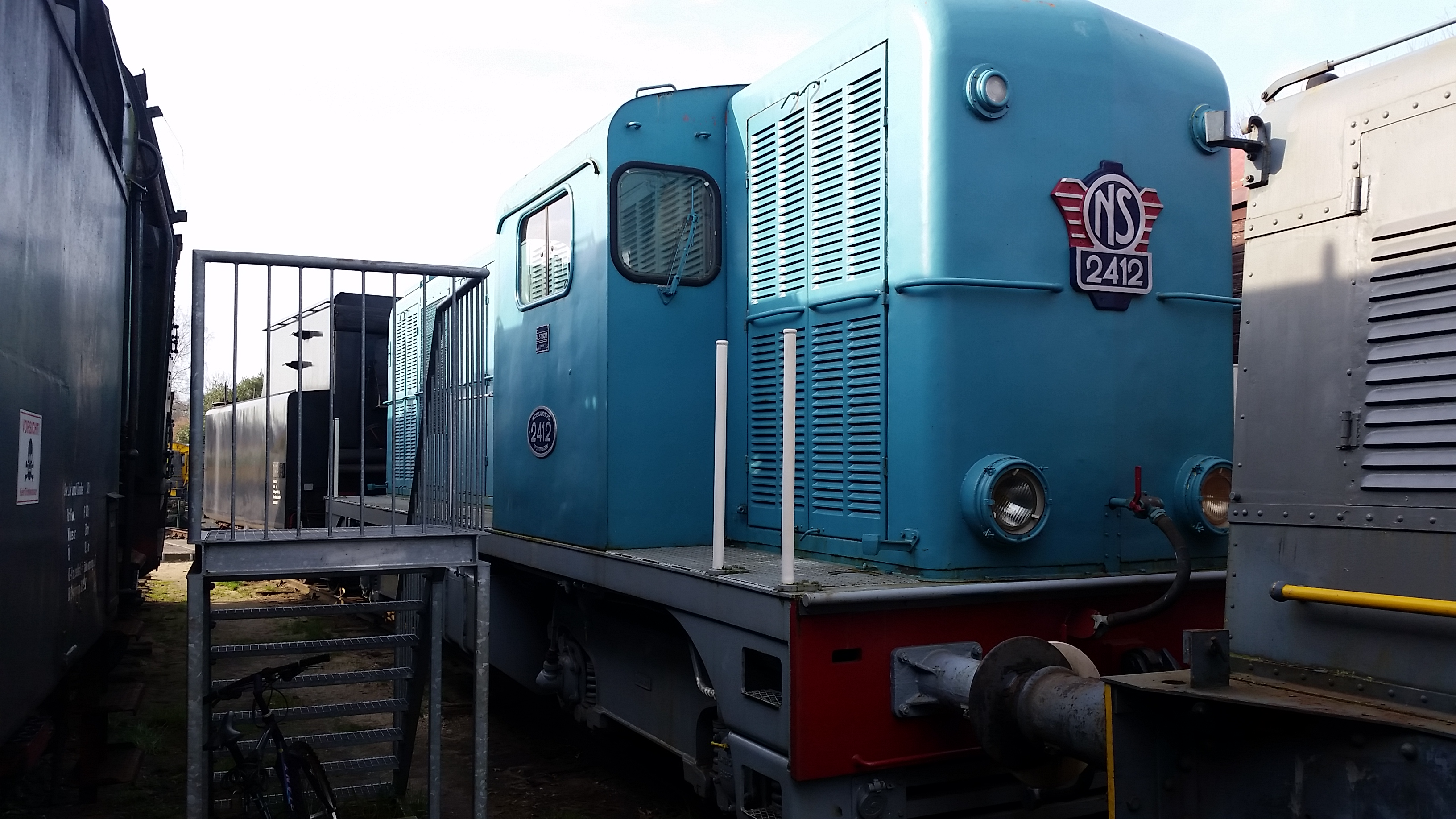
NS 2412 en livrée bleue.
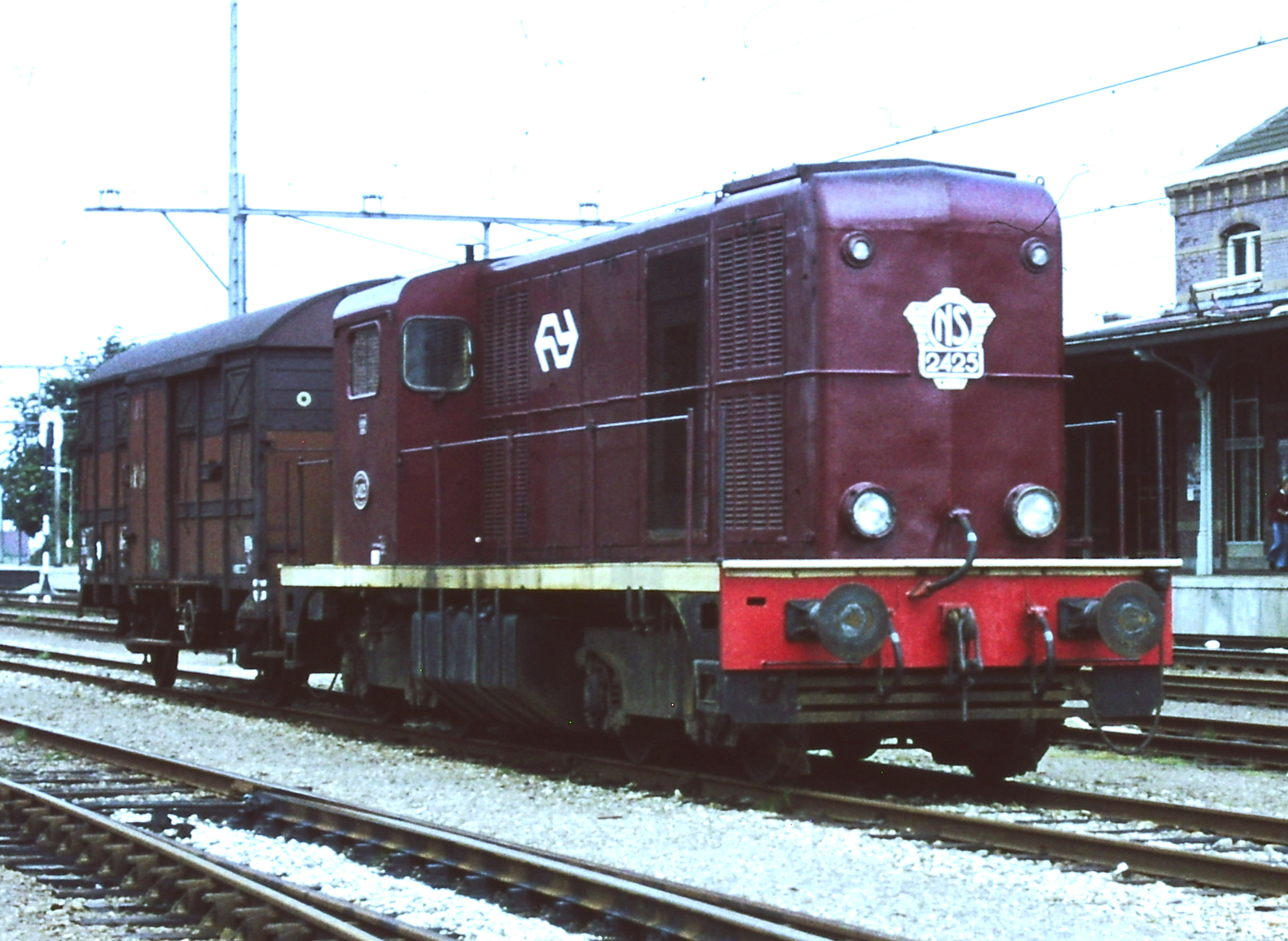
NS 2425 en livrée rouge-brun.
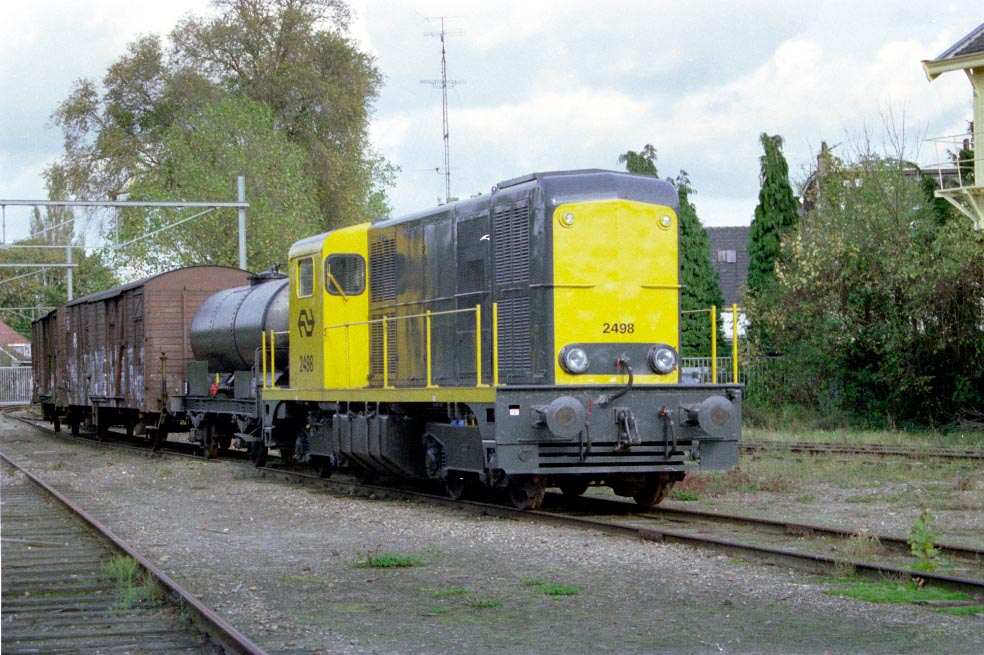
NS 2498 en livrée grise et jaune.
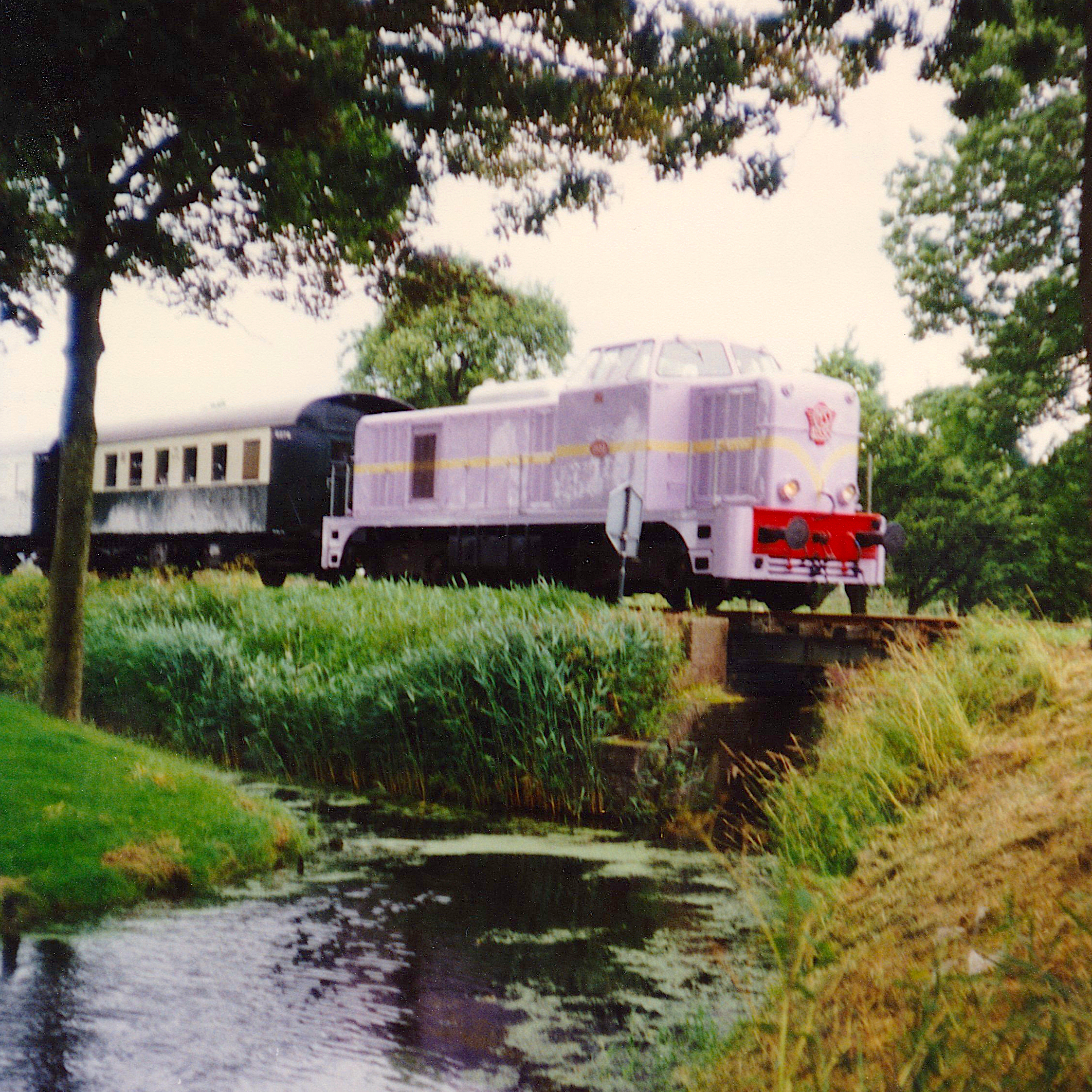
NS 2530 « Bisschop » en livrée lilas.

## Service

### Aux Pays-Bas

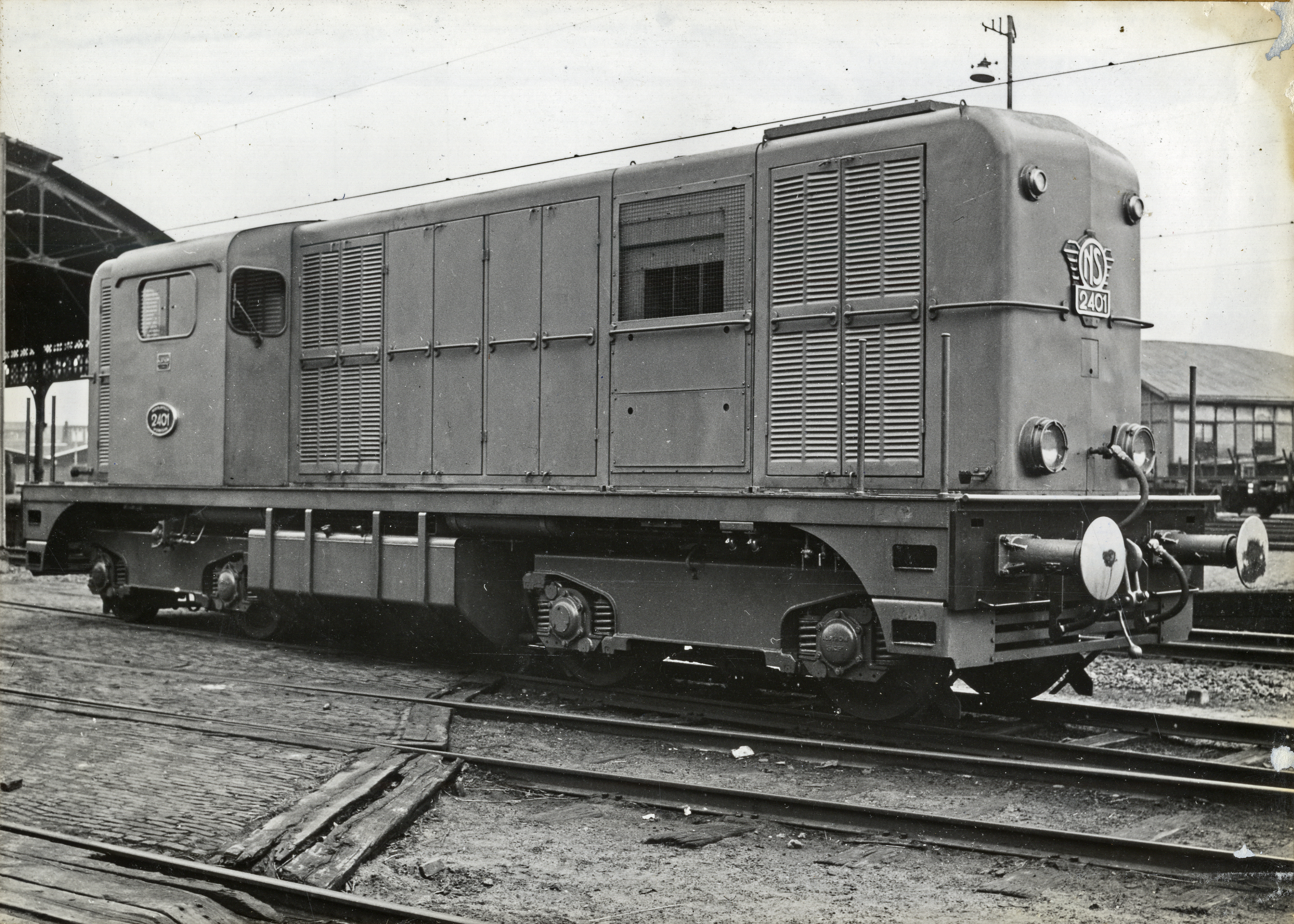
La NS 2401 en 1954.

À partir de 1954, les locomotives sont engagées au dépôt de Zwolle où elles commencent par assurer le service voyageurs sur les lignes de la région, avant d'être reversées au trafic du fret. Certaines d'entre elles sont également affectées au dépôt d'Eindhoven puis, après la fermeture de ce dernier, à celui d'Amsterdam-Watergraafsmeer. La série complète est livrée en 1957. En 1980, les 113 locomotives encore en circulation sont à nouveau regroupées à Zwolle.
La première locomotive radiée est la 2412, à la suite d'une collision frontale avec un autorail à Beesd en 1967. Par la suite, les radiations se poursuivent, soit après des accidents, soit après d'autres types d'avaries. Entre 1976 et 1979, 22 locomotives sont mises en sommeil, faute d'utilisation. À compter de 1982, les radiations touchent également des unités encore en état de marche. La plupart des locomotives sont radiées entre 1988 et 1991, date à laquelle la dernière d'entre elles est retirée du service.

### Rachat par des tiers

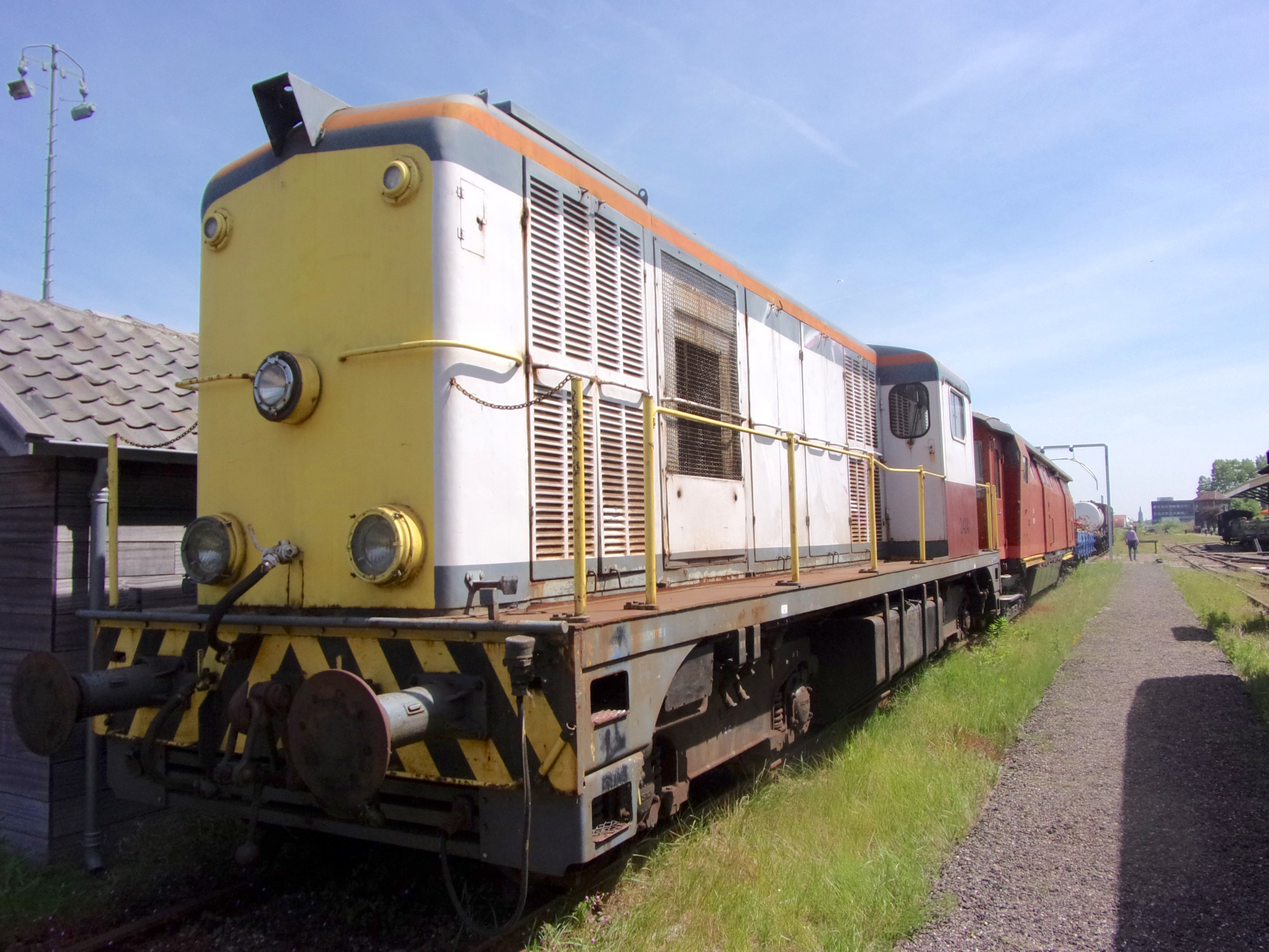
La BB 62424 de retour aux Pays-Bas après sa réforme en France.

En 1976, l'entreprise néerlandaise de travaux publics VolkerWessels en rachète sept exemplaires qui sont renumérotés 101 à 107 et expédiés en Arabie saoudite où ils participent à la construction d'un port à Al-Jubayl. Revendus et affectés à d'autres tâches, ils circulent jusqu'en 1994 pour le dernier d'entre eux.
La série est sur la voie de la réforme lorsque la SNCF en acquiert quarante-cinq unités en état de marche et quatre locomotives servant de magasin de pièces détachées. Les engins, livrés en 1990-1992 et ré-immatriculés dans la série BB 62400, sont engagés sur les chantiers de construction des lignes à grande vitesse Nord, Interconnexion Est, Méditerranée et Est européenne,. Les derniers exemplaires sont radiés en 2007-2008.

## Machines préservées
Sept locomotives de la série sont préservées aux Pays-Bas. Les six premières de la liste, appartenant à des associations de sauvegarde du patrimoine ferroviaire ou à des musées, sont exposées au public et certaines sont encore opérationnelles. La dernière appartient à un propriétaire privé.
Deux exemplaires ont effectué l'intégralité de leur carrière sur les rails néerlandais. Ce sont la 2498 (radiée en 1983) et la 2530 (seule unité à cabine haute, radiée en 1991).
Parmi le contingent des locomotives rachetées par la SNCF, cinq sont revenues aux Pays-Bas (entre parenthèses, la date de leur retour). Il s'agit des 2459 (1998), 2412 (2009), 2424 et 2454 (2016), et de la 2413 (2019).

Machines préservées
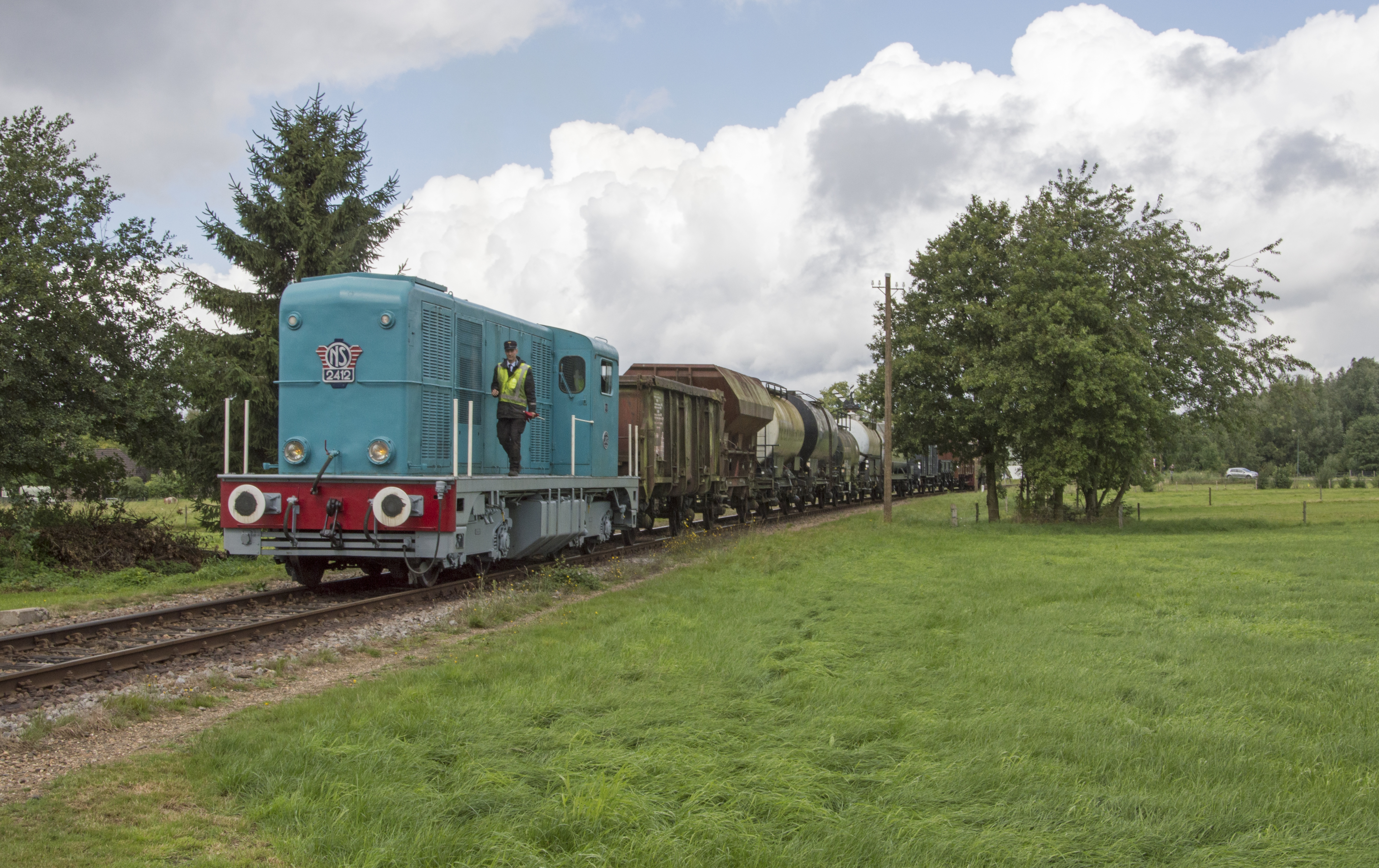
NS 2412.
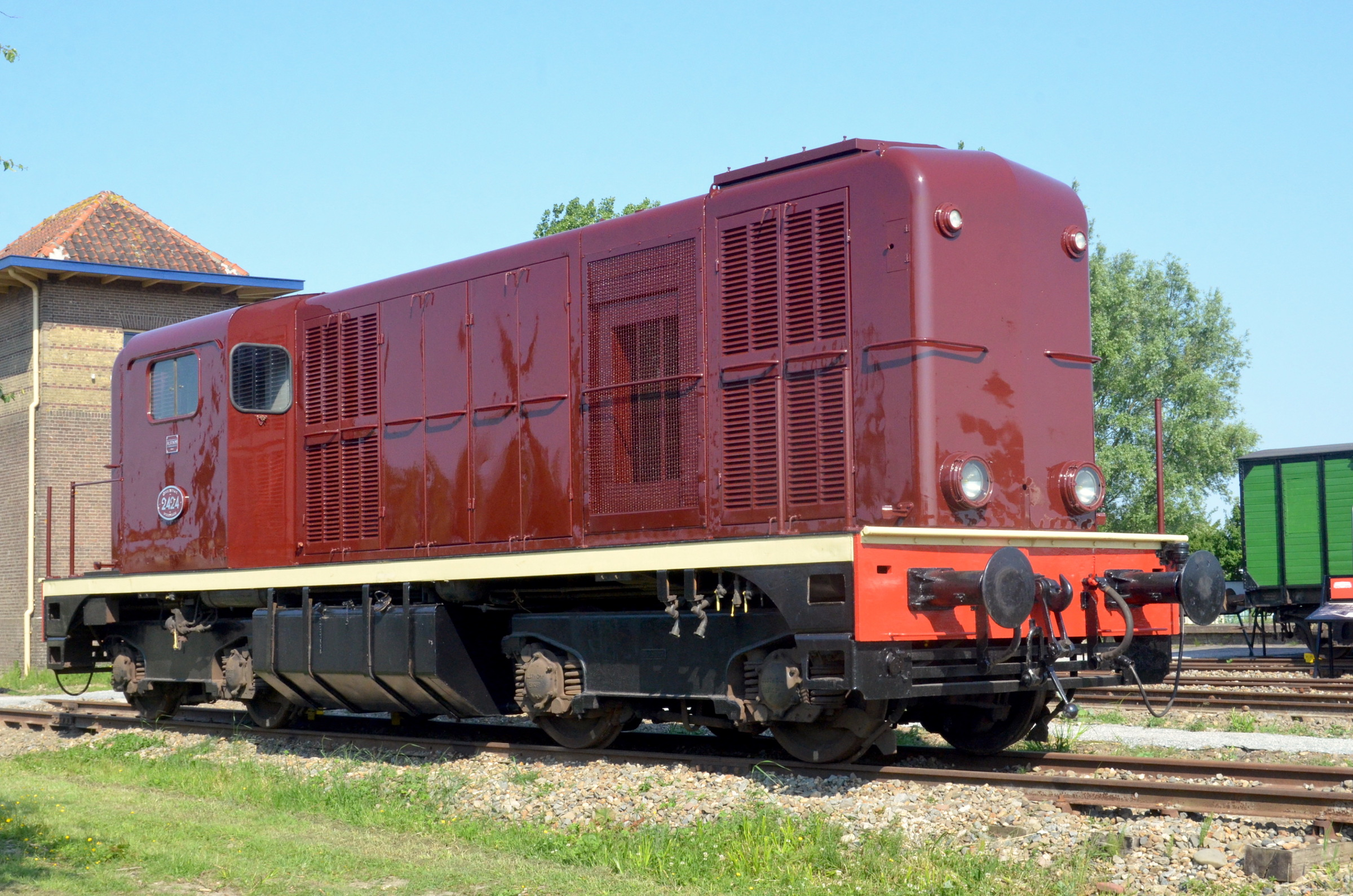
NS 2424.
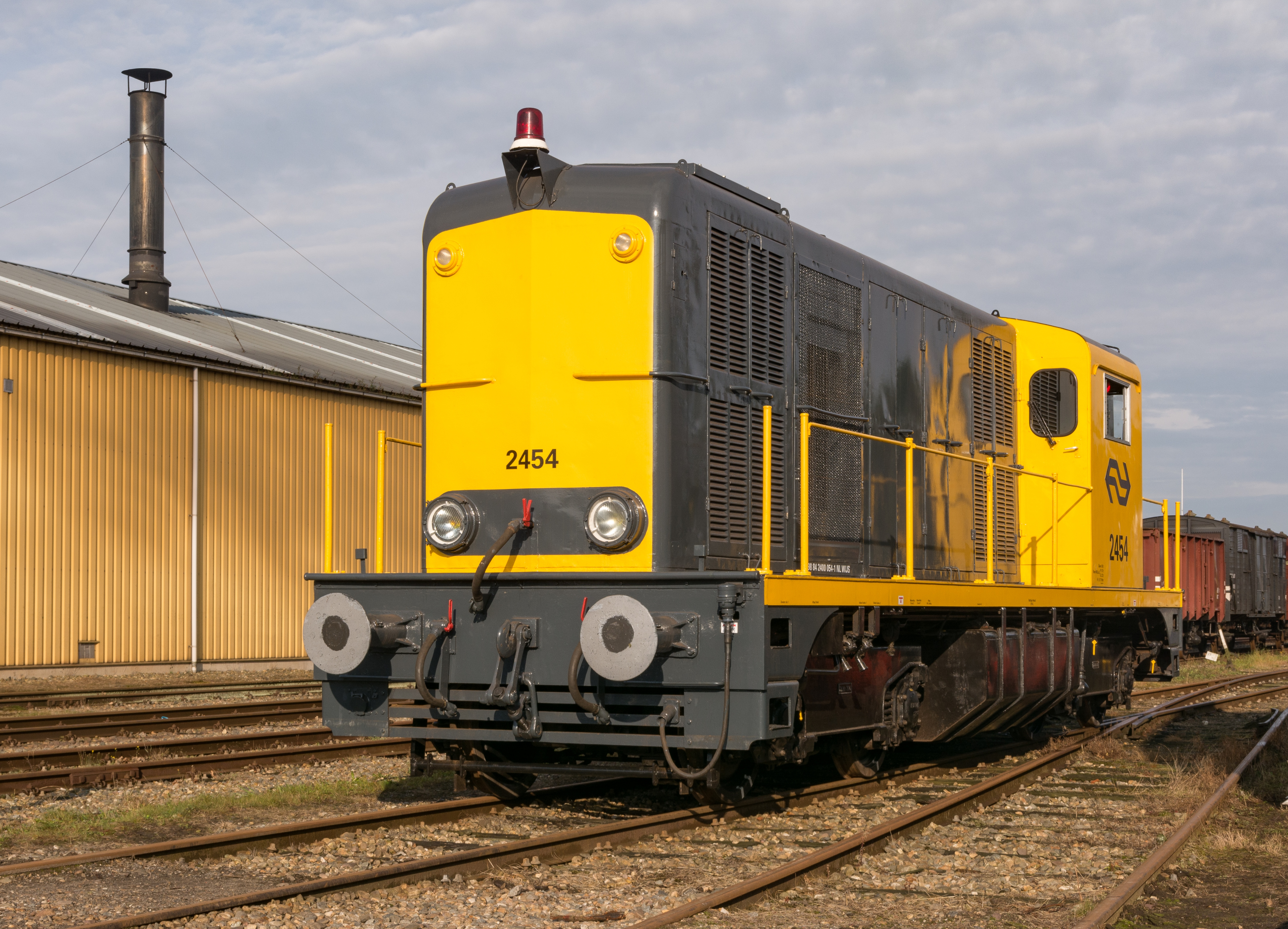
NS 2454.
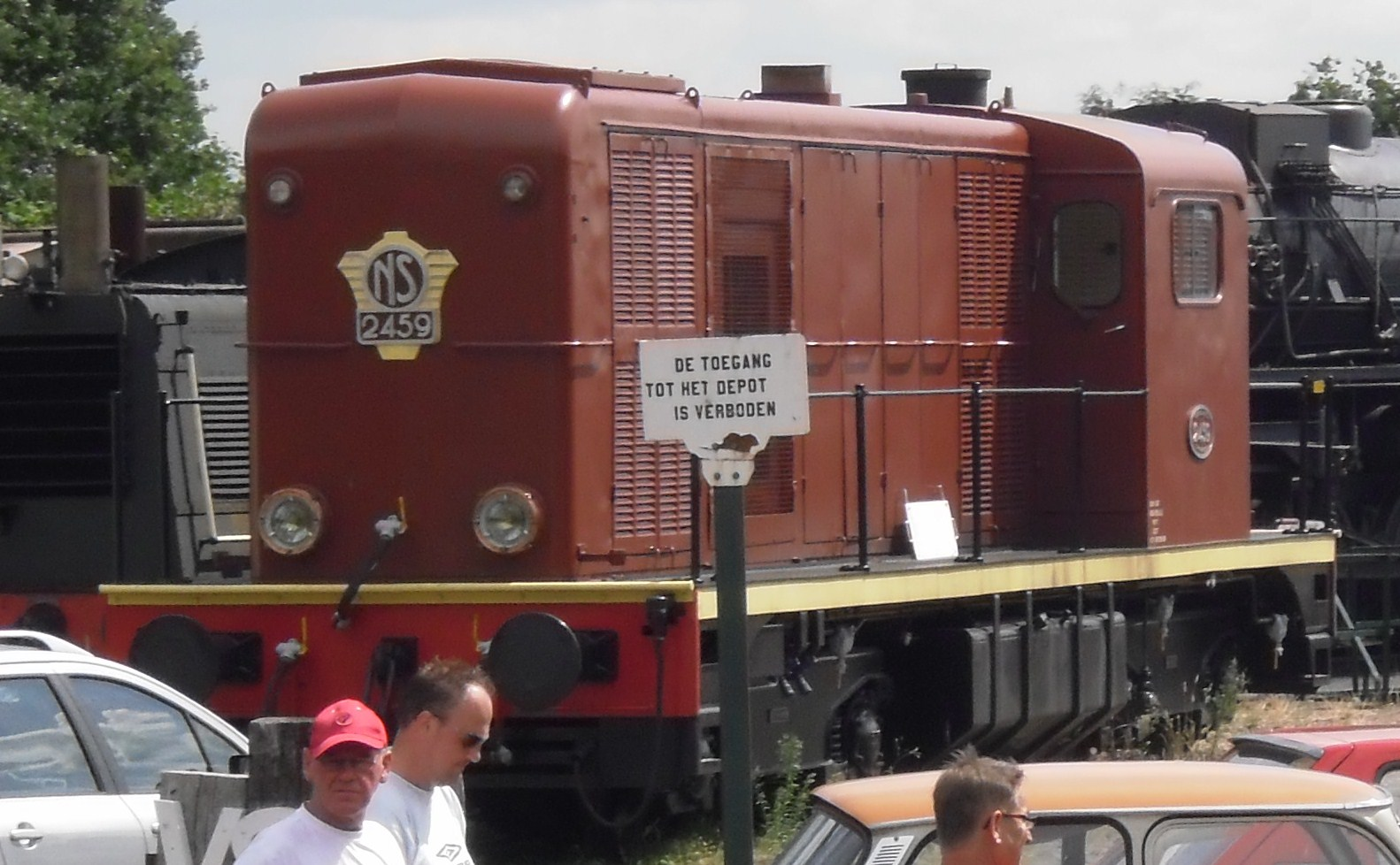
NS 2459.
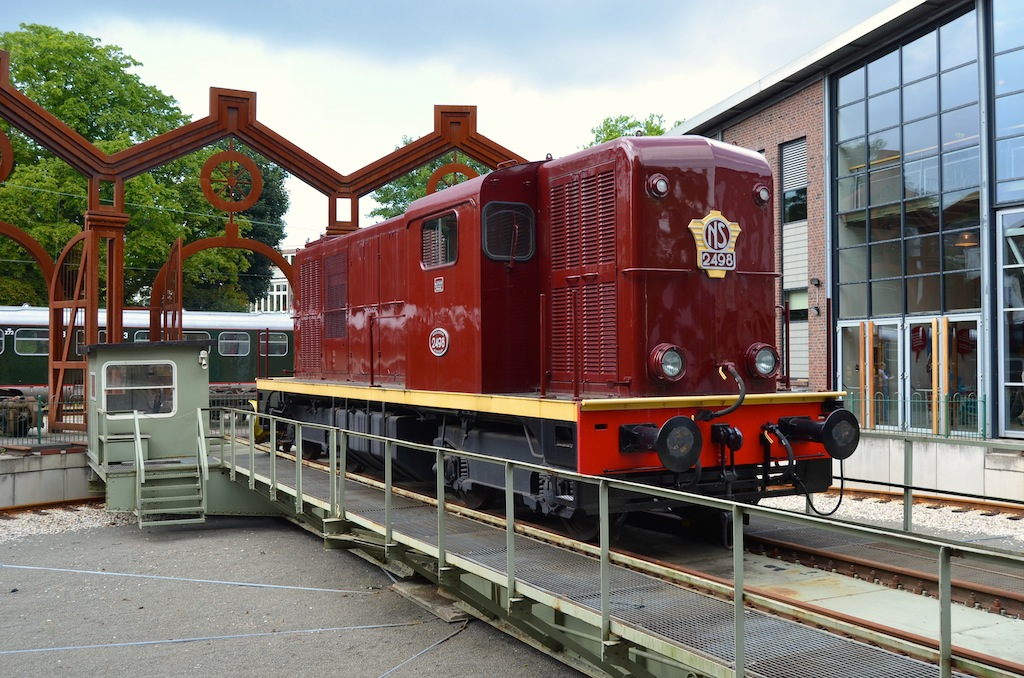
NS 2498.
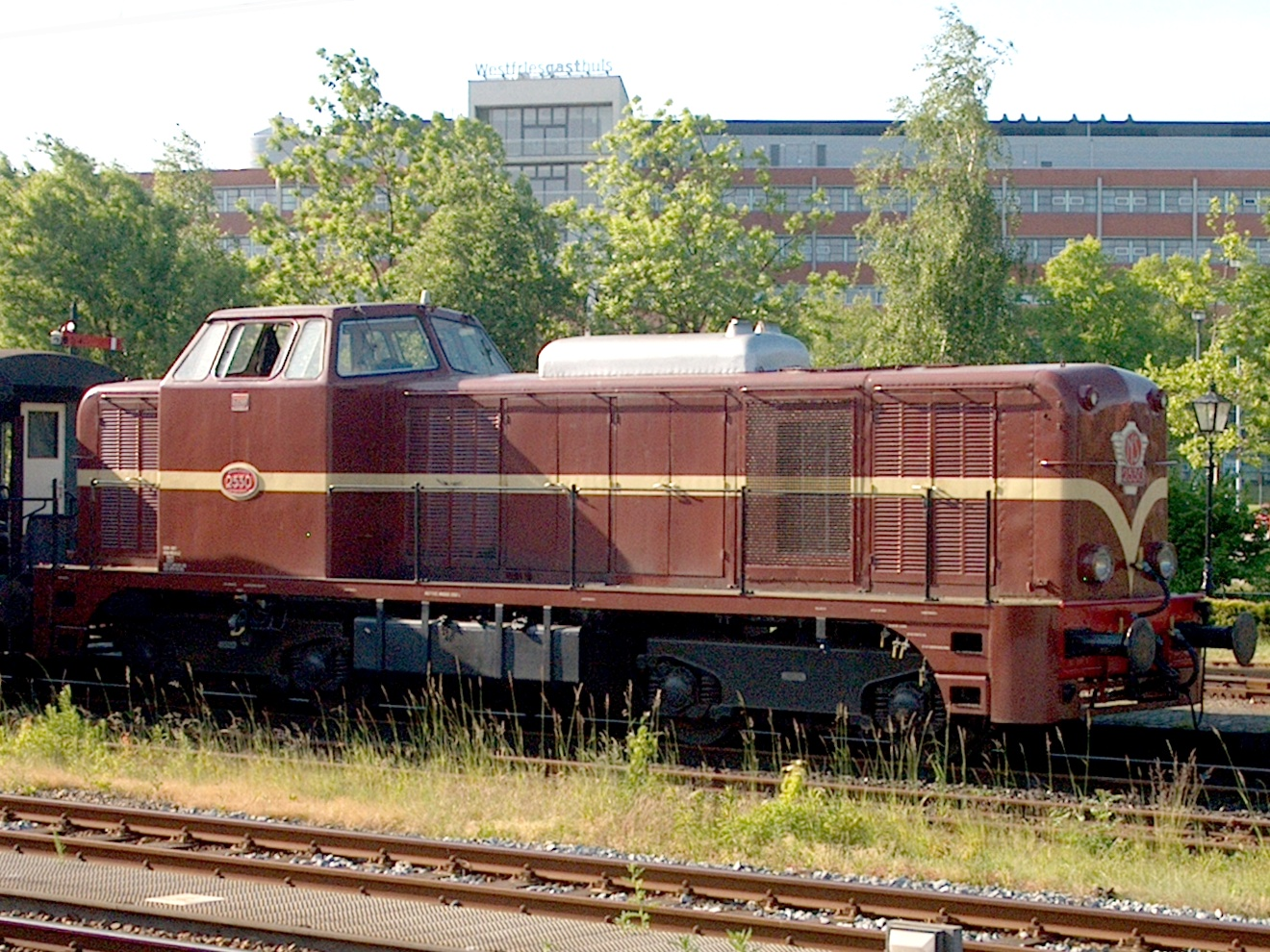
NS 2530.